# South China Bowl 2019
Il South China Bowl 2019 ((ZH)  粤港碗, Yuè gǎng wǎn) è stata la 4ª edizione dell'omonimo torneo di football americano.

## Squadre partecipanti
| Club                   | Città     | Stadio | Sponsor ufficiale | Risultato nella stagione 2018 |
| ---------------------- | --------- | ------ | ----------------- | ----------------------------- |
| Guangzhou Apaches      | Canton    |        |                   |                               |
| Hong Kong Cobras       | Hong Kong |        |                   |                               |
| Hong Kong Combat Orcas | Hong Kong |        |                   |                               |
| Hong Kong Warhawks     | Hong Kong |        |                   |                               |
| Shenzhen Buffaloes     | Shenzhen  |        |                   |                               |

## Prima fase

### Incontri
| 13 aprile 2019 | Hong Kong Warhawks | 36 – 3 | Hong Kong Cobras |  |

| 27 aprile 2019 | Hong Kong Combat Orcas | 24 – 8 | Shenzhen Buffaloes |  |

| 11 maggio 2019 | Hong Kong Warhawks | 27 – 14 | Shenzhen Buffaloes |  |

| 18 maggio 2019 | Hong Kong Cobras | 0 – 20 | Hong Kong Combat Orcas |  |

| 1º giugno 2019 | Hong Kong Combat Orcas | 7 – 18 | Hong Kong Warhawks |  |

| 15 giugno 2019 | Hong Kong Cobras | 7 – 28 | Shenzhen Buffaloes |  |

### Classifica
La classifica della regular season è la seguente:
- PCT = percentuale di vittorie, G = partite giocate, V = partite vinte,  P = partite perse, PF = punti fatti, PS = punti subiti

| Pos. | Squadra                | PCT   | G | V | N | P | PF | PS |
| ---- | ---------------------- | ----- | - | - | - | - | -- | -- |
| 1    | Hong Kong Warhawks     | 1.000 | 3 | 3 | 0 | 0 | 81 | 24 |
| 2    | Hong Kong Combat Orcas | .667  | 3 | 2 | 0 | 1 | 51 | 26 |
| 3    | Shenzhen Buffaloes     | .333  | 3 | 1 | 0 | 2 | 50 | 58 |
| 4    | Hong Kong Cobras       | .000  | 3 | 0 | 0 | 3 | 10 | 84 |

## IV Finale
| 29 giugno 2019 | Hong Kong Warhawks | 42 – 8 | Guangzhou Apaches |  |

## Verdetti
- Hong Kong Warhawks Vincitori del South China Bowl 2019